# Vláda Jána Čarnogurského
Vláda Jána Čarnogurského působila na Slovensku od 23. dubna 1991 do 24. června 1992. Jednalo se o vládu Slovenska v rámci ČSFR.
Vznikla poté, co byl tehdejší předseda vlády Vladimír Mečiar 23. dubna téhož roku Slovenskou národní radou odvolán, a ve funkci nahrazen Jánem Čarnogurským. Tato změna se uskutečnila na základě dohody koaličních stran Veřejnost proti násilí (VPN), Křesťanskodemokratické hnutí (KDH), Demokratická strana (DS) a Maďarská nezávislá iniciativa (MNI). Po výměně premiéra zastávali někteří místopředsedové a ministři předchozí Mečiarovy vlády funkce i v této vládě, mnozí byli odvoláni či podali demisi.

## Složení vlády
- předseda vlády: Ján Čarnogurský
- 1. místopředseda vlády: Martin Porubjak, od 28. 8. 1991
- místopředseda vlády: Gábor Zászlós
- místopředseda vlády: Anton Vavro
- ministři financí:
  - Michal Kováč, do 14. 6. 1991
  - Jozef Dančo, od 14. 6. 1991
- ministr hospodářství: Jozef Belcák
- ministr kultury: Ladislav Snopko
- ministr lesního a vodního hospodářství: Viliam Oberhauser
- ministři mezinárodních vztahů:
  - Ján Čarnogurský, ad interim do 6. 5. 1991
  - Pavol Demeš, od 6. 5. 1991
- ministři obchodu a cestovního ruchu:
  - Jozef Chren, do 18. 2. 1992
  - Jana Kotová, od 18. 2. 1992
- ministr pro hospodářskou strategii (zrušeno 1. 8. 1991): Rudolf Filkus
- ministr dopravy a spojů: Vladimír Pavle
- ministryně práce a sociálních věcí: Helena Woleková
- ministr průmyslu: Ján Holčík
- ministr spravedlnosti: Marián Posluch
- ministr školství, mládeže a sportu: Ján Pišút
- ministr vnitra: Ladislav Pittner
- ministři výstavby a stavebnictví:
  - Jozef Belcák, ad interim do 28. 8. 1991
  - Jozef Bútora, od 28. 8. 1991
- ministr zdravotnictví: Alojz Rakús
- ministři zemědělství a výživy:
  - Viliam Oberhauser, ad interim do 28. 8. 1991
  - Jozef Kršek, od 28. 8. 1991
- předseda Komise pro životní prostředí: Ivan Tirpák
- ministr pro správu a privatizaci národního majetku: Ivan Mikloš
- ministr kontroly: Martin Hvozdík